# Ikeda Tomomasa
Pour les articles homonymes, voir Ikeda.
Ikeda Tomomasa (池田 知正, 1544-1603) est un kokujin et commandant militaire de l'époque Azuchi Momoyama. Il est le deuxième fils d'Ikeda Nagamasa, lui-même important kokujin dans la province de Settsu et frère cadet d'Ikeda Katsumasa.
En 1568, lorsqu'Oda Nobunaga marche sur Kyoto avec son armée, Tomomasa et Katsumasa sous le commandement du clan Miyoshi s'opposent à lui. Cependant, ils ne lui sont pas égaux, se rendent et se mettent à son service. En 1570, lorsque apparaissent les querelles intestines du clan Ikeda, Katsumasa qui est le chef de famille est exclu et Tomomasa lui succède. En 1571, il entretient des communications secrètes avec Miyoshi Nagayasu, Miyoshi Masayasu et Iwanari Tomomichi, et trahit Nobunaga. Ils défont Wada Koremasa et le tuent.
Cependant, Tomomasa se rend de nouveau après que Nobunaga règne complètement sur la province de Settsu. Il devient vassal d'Araki Murashige. En 1580, il sert Hashiba Hideyoshi après que Murashige a trahi Nobunaga et a été vaincu. Tomomasa sous les ordres de Hideyoshi, prend part à la bataille de Komaki et Nagakute et à la campagne de Kyūshū (en 1586).
Il sert Tokugawa Ieyasu et reçoit 5 000 koku après le décès de Hideyoshi. À la disparition de Tomomasa, son fils Ikeda Shigenobu lui succède à la tête de la maison mais son domaine est saisi par le shogunat.

## Source de la traduction
- (en) Cet article est partiellement ou en totalité issu de l’article de Wikipédia en anglais intitulé « Ikeda Tomomasa » (voir la liste des auteurs).